# Primör
Primör (Primörer Dialekt: Primier; italienisch Valle di Primiero oder nur Primiero) ist ein Tal im Trentino. Im Primör wird der Primörer Dialekt gesprochen, ein Dialekt des Venetischen. Das Tal ist in zwei Hälften geteilt: Sotopiéu und Sorapiéu.

## Geographie

### Lage und Umgebung
Das Tal liegt im äußersten Osten der Provinz Trient und grenzt unmittelbar an die Provinz Belluno in der Region Venetien. Durchflossen wird es auf seiner gesamten Länge vom Cismon, einem linken Nebenfluss des Brenta. Der Cismon bildet am Zusammenfluss mit dem Torrente Vanoi die südliche Grenze des Tales, die zugleich die Grenze zwischen den Provinzen Trient und Belluno bildet. Der Passo Rolle (1984 m s.l.m.) bildet die nördliche Grenze. Da das Tal den Oberlauf des Cismon umfasst, wird es auch als oberes Cismontal bezeichnet.
Eingegrenzt wird es im Norden und Osten von der Palagruppe und im Westen von der zu den Fleimstaler Alpen zählenden Lagorai-Kette. Im Südosten grenzt das Tal an die Vette Feltrine.

### Administrative Gliederung
Im Tal liegen von Süd nach Nord die Gemeinden Imer (1178 Einwohner), Mezzano (1585 Einwohner) und Primiero San Martino di Castrozza (5113 Einwohner, Stand 31. Dezember 2023). Es gehört vollständig zur Talgemeinschaft Comunità di Primiero. Letztere erstreckt sich über das Valle di Primiero hinaus und umfasst nördlich des Rollepasses auch das Valle di Tavignolo, das Val Veneggia sowie im Südwesten das Valle del Vanoi mit Canal San Bovo und im Osten das obere Tal des Torrente Mis mit Sagron Mis.

## Verkehr
Die Hauptverkehrsader des Tales ist die Staatsstraße SS 50 „del Grappa e del Passo Rolle“, die sowohl aus Richtung Feltre (33 km) als auch aus Richtung Trient die am meisten befahrene Straße in das Tal darstellt. Die SS 50 verbindet das Tal über den Rollepass mit dem Fleimstal im Norden. Von der SS 50 zweigt bei Fiera di Primiero die SS 347 „del Passo Cereda e del Passo Duran“ über den Passo Cereda (1369 m s.l.m.) und den Passo Duran (1605 m s.l.m.) nach Agordo (33 km) ab. Mit dem im Südwesten gelegenen Valle del Vanoi ist es von Imer über den Passo del Gobbera (989 m s.l.m.) und der Provinzialstraße SP 79 „del Brocon“ verbunden. Letztere stellt über den Passo Brocon (1615 m s.l.m.) eine direkte Verbindung zum Tesino her. Seit 1994 verbindet eine über 3,3 km langer Straßentunnel (SP 80 „del Totoga“) unter den Monte Totoga das Valle di Primiero mit dem Vanoi, womit die kurvenreiche Passstraße über Passo del Gobbera nur noch eine zweitrangige Bedeutung hat.